# 마르텐사이트

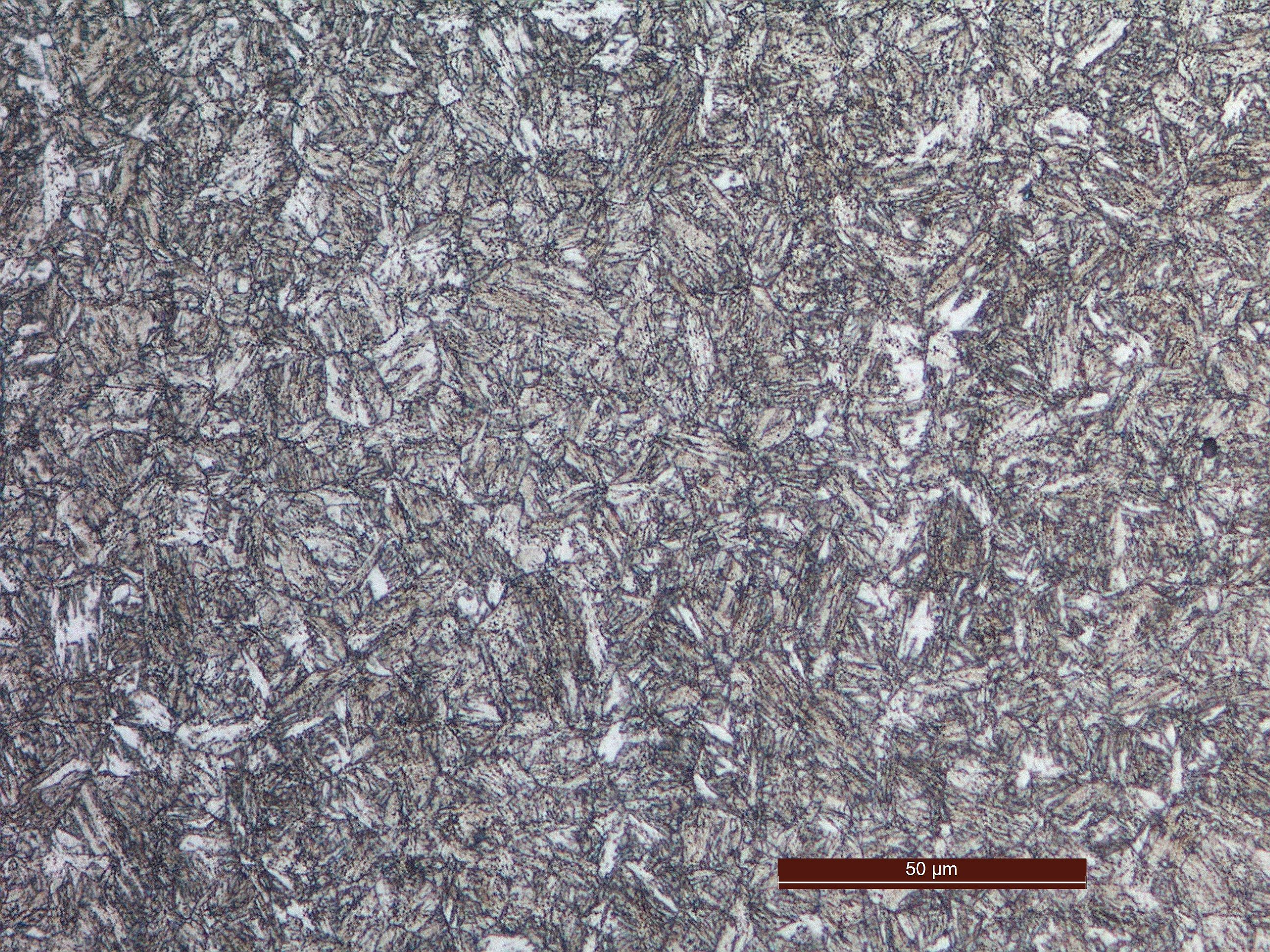

마르텐사이트(Martensite)는 탄소와 철 합금에서 담금질을 할 때 생기는 준안정한 상태이다. 강도가 매우 높다. 독일의 금속공학자 아돌프 마르텐스(Adolf Martens)의 이름을 따왔다. 오스테나이트가 급랭되면 탄소의 포화 농도가 줄어들어 탄소가 과포화상태가 되는데 그러면 철의 전위가 많이 생겨서 강도가 강해진다.